# Sangaris lezamai
Sangaris lezamai là một loài bọ cánh cứng trong họ Cerambycidae.